# Museu do Linho
O Museu do Linho é um museu dedicado à produção de artesanato em linho situado em Limões, no município de Ribeira de Pena. O museu é um núcleo de uma rede de museus municipais, denominada Ecomuseu de Ribeira de Pena.